# La Cafetière (maison d'édition)
Pour les articles homonymes, voir La Cafetière.
La Cafetière est un éditeur alternatif de bande dessinée. Régie par une structure associative, elle est créée fin 1996 par Benoit Houbart, Peter Van Laarhoven et Philippe Marcel ; elle est actuellement dirigée par Philippe Marcel.

## Publications

### Collection «Crescendo»
- Anguille crue (Denis Lapière et Pierre Bailly)
- Soit dit en passant (Jean-Philippe Peyraud)
- Un repas exceptionnel (Jean Bourguignon)
- Clones (Jean-François Guay)
- Renaître et déchirer (Blaise)
- Two gentlemen (Baloo)
- Le mal dedans (Th. et E. Verhulst)
- La boîte (Malonda et Grammaticopoulos)
- Jean l'or (Philippe de la Fuente)
- Fighterpilot 1 et 2 (Mark Hendriks)
- Ouverture (Ivana Filipovic)
- Là-bas (Sylvie Fontaine)
- Mon journal (Maaike)
- La Raie des sables (Benno Vranken)
- Rien de canard (Alex Baladi)
- Lanmou (Jack Exily)
- Alcheringa (Alex Nikolavitch et Fred Grivaud)

### Collection «Brasero»
- Femmes Fatales (Lian Ong)
- Les Indes noires (Philippe Drumel)

### Collection «Corazon»
- Le Conteur du Caire (Barrack Rima)
- Cubik 1 et 2 (Sylvie Fontaine)
- Fondu enchaîné, Fondu déchaîné (Jean Bourguignon)
- Cosmique Tralala (Alex Baladi)
- Série Nuit : Nuit tombante, Nuit profonde, Nuit blanche, Midi (Alex Baladi)
- La Dernière Cigarette (Alex Nikolavitch et Marc Botta)
- Hong Kong Love Story (Mark Hendriks)
- Le Steack haché de Damoclès (Fabcaro)
- Talijanska (Fabcaro)
- Droit dans le mûr (Fabcaro)
- Capra Carnifex (Gautier Ducatez)
- Like a steak machine (Fabcaro)
- L'album de l'année - hors collection - (Fabcaro)

### Collection «Credo»
Des récits basés sur le réel, communiquant des points de vue d'auteurs sur notre monde actuel.
- Le Doigt de Dieu (Ronny Edry)
- Ma belle-mère n'aime pas... (Missadline)

### Collection «Morceau»
La collection Morceau propose des produits incluant chaque fois un album avec un CD, musique et bande dessinée ayant été créées ensemble conjointement, en s'inspirant l'une de l'autre. 
- Charge (Alex Baladi et Ghostape)
- Opus 69 (Alex Baladi et Brice Catherin
- Savon Tranchand (Benoît Preteseille et Sophie Le Roy)

### Collection «Formaline Flavour»
Créée à l'initiative de Peter Van Laarhoven fin des années 1990, sous le nom d'un collectif qu'il dirigea (Formaline), cette collection internationale underground est aujourd'hui disparue en raison de son manque de succès. 
- Jean Bourguignon, Meat comics.
- Gilliom, Mindless babbling about openings and carrousels.
- Mark Hendriks, Tree meat.
- Horemans, Never leave home without it!
- Klemencic, Somnamburbia.
- Mousli, Blackness.
- Redzic, In the jaws of the claws.
- Marcel Ruijters, Troglodytes.
- Vjeran, Energy, love and spirit.
- Benno Vranken, The benders.
- Willem, Freedom.
- Willem, In the woods.
- Willem, Something else.
- Wostok and Grabowski, Luna, t. 1.
- Wostok and Grabowski, Luna, t. 2.